# Motorola Edge 20
El Motorola Edge 20 es un teléfono inteligente de gama alta fabricado por Motorola Mobility. El teléfono fue lanzado el 16 de agosto de 2021.

## Características
El Motorola Edge 20 usa el procesador Octa-core a 2.4GHz, 2.2GHz y 1.8GHz con un GPU Adreno 642L, tiene 128 y 256 GB de almacenamiento UFS 2.1 (256 GB para la versión de EE. UU.) junto con 8 GB de RAM, no tiene una ranura para tarjeta. Tiene una pantalla OLED compatible con HDR10/HDR10+, que cuenta con un escáner óptico de huellas dactilares (debajo de la pantalla). Tiene una pantalla de 6,7 pulgadas (170 mm) de 1080p, con una relación de aspecto de 19,5:9 y una frecuencia de 144 Hz. frecuencia de actualización La capacidad de la batería es de 500 mAh en el Edge. La carga rápida por cable es compatible con USB-C a 30 W. También se incluyen altavoces estéreo y un conector de audio de 3,5 mm. La configuración de la cámara del Edge de un sensor ancho de 108 MP, un sensor ultra ancho de 16 MP, un sensor de teleobjetivo de 8 MP y un sensor de tiempo de vuelo. La cámara frontal utiliza un sensor de 32 MP.

### Software
El Motorola Edge 20 tiene un sistema operativo Android 11 actualizable a Android 12 y la interfaz de usuario My UX de Motorola.